# Tatsuya Sakai
Tatsuya Sakai (坂井 達弥, Sakai Tatsuya) est un footballeur japonais né le 19 novembre 1990 à Fukuoka.